# Diclidia laetula
Diclidia laetula är en skalbaggsart som först beskrevs av Leconte 1858.  Diclidia laetula ingår i släktet Diclidia och familjen ristbaggar. Inga underarter finns listade i Catalogue of Life.